# Llista de topònims mallorquins precatalans
La toponímia de l'illa de Mallorca es pot classificar en dos grans grups: la que és formada a partir d'arrels catalanes i la que és formada a partir d'elements que no són catalans, és a dir, la que és formada abans de la conquesta de Mallorca el segle xiii. Sovint es fa molt difícil d'establir de quina llengua provenen els topònims que fan part del segon grup; principalment, hom identifica tres castes: els topònims d'origen àrab, generats durant la dominació islàmica entre el segle x i el 1229; els topònims d'origen llatí generats durant la dominació romana, a partir del 123 aC, i els períodes de dominació vàndala i romana d'Orient (allò que tradicionalment hom ha anomenat mossàrab); i els topònims preromans que han perviscut de la gent de la cultura talaiòtica, la llengua dels quals ens és desconeguda.

## Topònims d'època islàmica o possiblement
S'inclouen també els noms d'origen amazic, encara que aquest idioma és completament diferent de l'àrab.
- s'Aduar (Llucmajor): podria venir de l'àrab dawār 'campament'.[2]
- Rafal Aixat (Montuïri): es tracta del Rahal Axat que apareix al Repartiment, i que podria ser l'àrab 'rafal de la riba'.[3]
- Albadellet (Vilafranca): documentat al Repartiment com a rahal Albedelle.[4]
- Alboraiet o Albaraiet [əwβəɾə'jət] (Campanet): podria ser l'àrab al-buraīğat 'les talaies', i aleshores seria paral·lel al topònim valencià d'Alboraia.[2][5]
- Albarca [əw'βaɾkə] (Artà i Escorca): de l'àrab al-barka 'el safreig'.[2][5][6] Al Repartiment apareix com a Barcat Lucat.[7][8] És cognat del principatí Albarca.
- Albenya [əw'βəɲə] (Algaida): de l'àrab al-benja 'la construcció'.[2][5]
- Albocàsser [əwβo'kasə](Manacor): sembla que ve de l'àrab abū-l kāsī 'pare de Kasi'[2]. És cognat del valencià Albocàsser.[9]
- torrent d'Albudarca (Pollença): actual torrent de Can Roig[10]
- l'Albufera [səwβu'feɾə] o [səβu'feɾə] (Muro): de l'àrab al-buhajra 'l'estany', com l'Albufera de València.[2][5][11]
- Alcanada [əwkə'naðə] (Alcúdia): podria ser l'àrab al-qannata 'el canal',[5] o bé un derivat del llatí canna 'canya', amb l'article àrab aglutinat.[2]
- Son Alcaines (Sineu): es tracta de l'alqueria, documentada al Repartiment, d'ard al-ayn 'terra de la font', o altrament irq ayn. És cognat de l'Alcaina (Alcoi), la Caina (riu Gorgos), el mas d'Alcaine (Fraga) i la vila aragonesa d'Alcaine.[12]
- Alcàsser (Pollença): de l'àrab al-kasr 'el palau',[2][5] terme amb què s'anomenen també moltes de ciutadelles de viles i ciutats catalanes.[13]
- Alconàsser (Sóller): de l'àrab al-kunájsa 'l'esglesieta',[5] amb una -r espúria.[2]
- Alcoraia (Montuïri): de l'àrab al-qurája 'l'alquerieta';[5] antigament hi havia quatre possessions més amb aquest topònim (dues a Bunyola, una a Alaró i una a Valldemossa), i a més hi ha la localitat alacantina de l'Alcoraia.[14]
- Alcúdia: de l'àrab al-kudja 'el pujol'[2].
  - Alcúdia-Arrom (Vilafranca): de l'àrab al-kudja ar-rom 'el pujol dels cristians'.[15]
- Alfàbia [əw'faβi] (Bunyola): de l'àrab al-hābja 'l'alfàbia'.[2][5][16]
- Algaida i Algaire (Son Cervera): de l'àrab al-gajda 'el bosc'.[2]
- l'Algar (Felanitx): darrere el nom d'aquesta platja de Portocolom potser s'amaga l'àrab al-gar 'la cova', en referència a la gran Cova dels Ases.[5]
- Algerràs [əwʒə'ras] (Alcúdia): podria ser l'àrab al-ğarās 'la campana'[2].
- Algorefa [əlɣo'ɾəfə] (Felanitx): de l'àrab al-gorájfa, diminutiu de gorfa 'terrat'.[2][5][17] Documentat del segle xiii.[18]
- Almadrà [əwmə'ðra] (Alaró) i Almadrava (Pollença): de l'àrab al-madrab 'la teulera'.[2][5]
- cingle de n'Àlitx (Artà) i font de n'Alis (Santanyí): del nom propi àrab Alī[2].
- pla d'Almallia [əwmə'ʎiə] (Manacor): podria venir de l'àrab al-malija 'la riquesa'.[2][17]
- Almallutx [əwmə'ʎutʃ] (Escorca): és documentada al Llibre dels Fets com a Almerug, cosa que fa pensar que pugui venir de l'àrab al-merūğ 'els prats'[2]. Hom també pensa que pot venir de hauma al-luğğ 'districte del bosc' o de alm al-luğğ 'edifici que domina la ribera'[19]
- cala s'Almonia [əwmu'niə] (Santanyí): de l'àrab al-munja 'l'hort'.[2][5]
- l'Almudaina (Palma) i s'Almudaina (Montuïri): documentats tots dos al Repartiment, prové de l'àrab al-Mudayna 'la ciutadella', diminutiu de madina 'ciutat'.[20] És cognat de la vila valenciana d'Almudaina i de l'Almudena madrilenya.
- torrent d'Alqueda (Escorca): podria venir de l'àrab al-kidda 'la pressa'.[2]
- s'Arrom (Bunyola): de l'àrab ar-rom 'els cristians'.[2]
- Atàlitx: antic topònim de Montuïri i viu a Menorca, de probable etimologia aràbiga[21][22]
- sa Badeia (Artà): podria venir de l'àrab bādija 'llauradrors, pagesia'[2]. Documentada del 1411.[23]
- sa Baduia (Valldemossa): podria venir de l'àrab badwja 'zona rural', de l'arrel bdw. No documentada fins al segle xviii.[24]
- Balàfia (Sant Llorenç i Manacor): cognat del Balàfia eivissenc i del de Lleida, relacionat amb el verb balafiar.[25]
- * Benàsquer (Sineu): de l'àrab ibn ʿáskar 'fill del soldat'.[2] Documentat al Repartiment com a Rahal abin Ascar.[26]
- Bendinat (Calvià): de l'àrab ibn dināt 'fill de l'imberbe'[2].
- Bendrís (Manacor): de l'àrab ibn Idrīs 'fill d'Idris'[2].
- Bennoc (Llucmajor): de l'àrab ibn Noh 'fill de Noè'[2]. Al Repartiment apareix amb la forma Rahal Abennoch.[27]
- Bini (Escorca): els topònims mallorquins començats per bini-, anàlegs als beni- valencians, hom els ha considerats, tradicionalment, procedents de l'àrab benī 'fills de', el qual serví per crear topònims basats en la propietat, com les partícules catalanes can i son. No obstant això, basant-se en el fet que, en diversos casos, el segon element és clarament romànic, Joan Coromines desenvolupà la teoria que n'hi ha que provenen del llatí pinna 'penya', que passat pel filtre del romanç mossàrab i de l'àrab, esdevendria gairebé homòfon als dits beni- / bini-. Aquest seria el cas de Bini Gran i Bini Petit, que provendrien del llatí pinna. Aquesta hipòtesi compta amb el suport del topònim Benicadell, que en les cròniques de les gestes del Cid Campeador apareix amb el nom de Peña Cadiella. De tota manera, es tracta només d'una hipòtesi, de manera que tots els bini- apareixen a continuació. En el cas del Bini d'Escorca, Mascaró també havia proposat l'àrab beni 'construcció'[2].
- Biniaco (Muro): podria ser l'àrab benī Yakub 'fills de Iacub'.[2][28]
- Biniagolfa o Binialgorfa (Artà):[7] hom ha proposat el romanç pǐnna cŭrva 'penya corba'[29].
- Biniagual (Binissalem): hom pensa que de l'àrab benī ahwal 'fills del guenyo'[2].
- Biniali (Sencelles): de l'àrab benī Alī 'fills d'Ali'[2].
- Binialmara [biniəw'maɾə] (Sencelles): de l'àrab benī al-marʿa 'fills de la dona' o benī al-maraʿa 'fills de la font'[2].
- Biniamar (Selva): de l'àrab benī ʿAmmār 'fills d'Amar'[2].
- Biniaraix (Sóller): hom ha proposat l'àrab benī aʿrağ 'fills del coix'[2].
- Biniarroi (Mancor): hom ha proposat l'àrab benī ar-raj 'fills del pastor'[2].
- Biniatria (Alcúdia): hom ha proposat l'àrab benī ʿAtia 'fills d'Atia'[2]. Al Repartiment apareix Benedria.[30]
- Biniatró (Campanet): al Repartiment apareix en la forma Beniatron[2].
- Biniatzar (Bunyola): podria ser l'àrab benī az-zahr 'fills de la flor'[2].
- Biniatzent (Mancor): podria ser l'àrab benī Azzam 'fills d'Azam'[29].
- Binibassí, localment també [ˌbenəβə'si], [ˌbeɾəβə'si], [ˌbɔnəβə'si] i [ˌbɔɾəβə'si] (Fornalutx): hom ha proposat l'àrab benī bāsim 'fills del rialler'[2].
- Binibona, localment també [ˌberə'βɔnə] (Selva): apareix documentada ja a l'Edat Mitjana, aleshores en la forma Binimala. Posteriorment, per eufemisme hom li canvià el nom. Segons Mascaró Pasarius el pioner del canvi fou el Cardenal Despuig al seu Mapa de Mallorca[2].
- Binicanella (Son Cervera):[7] documentat al segle xiii com a Benu Quinena, és l'origen de la vila de Son Cervera.
- Binicapús (Porreres): apareix documentada antigament com a Binicapuch[2].
- Binicaubell (Santa Margalida): hom ha proposat que sigui un híbrid entre l'àrab benī 'fills de' i el llatí calvĕllus, diminutiu de calvus 'calb'[2]. Al segle xiii apareix amb les formes Benucalbel i Benicalvell.[31]
- Binicomprat (Algaida): compost híbrid del romanç precatalà entre l'àrab benī 'fills de' i el llatí comparatus. Al Repartiment apareix citat Beni Comparat[2].
- Binicoraix (Calvià): de l'àrab benī Korajš 'fills de la tribu Koraix'.[2] Tal vegada es podria relacionar també amb Can Cardaix, a Artà, que correspon a l'alqueria islàmica de Benicorax.[7]
- Binicreixent (Pollença)[10]
- Binidorm (Sóller): topònim germà del valencià Benidorm.
- Binifaldó (Escorca): de l'àrab benī χaldūn 'fills de Khaldun'[2].
- Binifalet (Llubí): segons Coromines, és cognat del valencià Benifallet.[32]
- Binifarda (Felanitx): hi ha les propostes del romanç precatalà pĭnna falda 'penya de la falda (de la muntanya)' o de l'àrab benī hârda 'fills de l'irat'[29]. Al Repartiment apareix sota la forma Abenfarda.[31]
- Binifat (Sencelles): de l'àrab benī Fath 'fills de Fat'[2].
- Binifela o ses Binifeles (Capdepera): podria estar relacionat amb els continentals Penyafel (Penedès) i Peñafiel (Castella), i llavors seria pĭnna fidēlis; o bé estar relacionat amb el menorquí Binifaell, que prové de l'àrab benī hajalī 'fills de l'adulador'[29].
- Biniferri (Llucmajor i Sencelles): també es pronuncia [buni'fɛri]. Sembla un híbrid del romanç precatalà entre l'àrab benī i el llatí fĕrrum 'ferro'[2].
- Binificat (Llucmajor): Coromines proposà que fos el romanç pĭnna fæcāta 'penya ruïnosa'[29], però al Repartiment apareix sota la forma Benihicar, i aquesta h invalidaria la proposta.
- Biniforani (Bunyola): de l'àrab benī Hawrānî 'fills del Hauran', una contrada de Síria[29].
- Binifaubell (Sencelles): hom ha proposat l'àrab benī fawāl 'fills del venedor de faves' o l'híbrid benī falbell, diminutiu del germànic falb 'gris'[2].
- Binifuell (Sencelles): sembla cognat de Binifaubell[2].
- Binilagant (Llucmajor): al Repartiment apareix la forma Benilagan. Sembla ser l'àrab benī Alakant 'fills d'Alacant'.[2] També podria venir d'aquí Son Elegant (<Alacant).
- Binimira (Artà): en àrab, mīra és l'impost sobre la terra, però no es veu que això tengui trellat.[2]
- Binimaimó (Pollença)[10]
- Binimalutx: antiga alqueria del terme de Pollença[33]
- Binimorat (Escorca): registrada Benimoratgi al Repartiment.[34]
- Biniorella (Andratx): sembla un compost de l'àrab benī i l'antropònim llatí Aurelia[2].
- Binirrusi (Fornalutx): compta amb les variants [bini'rusi], [binə'rusi] i [bənə'rusi][2].
- Son Binissalom (Palma): la partícula son aquí és recent[2].
- Binissalem: de l'àrab benī Salām 'fills de Salam'[2].
- Binissatrí o Binissetí (Inca): pronunciat també [binisət'ti]. Al Repartiment apareix com a Binisetir[2].
- Binissiri (Selva): pronunciat també [bini'ʃiɾi]. Pot venir de l'àrab benī Sajidí 'fills de Saidí'[2]. Al Repartiment apareix sota la forma Abinxiri.[35]
- Binitaref [bini'təɾɛf] (Sineu): de l'àrab benī Tarīf 'fills de Tarif'.[2]
- Binitíger [bini'tiʒə] (Pollença)[36]
- Costes de Binissabà (Bunyola): de l'àrab benī Sebā 'fills de Sebà'.[2][28]
- Cura (Algaida)
- Defla [dəflə] (Sineu): de l'àrab ad-defla 'baladre'. Apareix documentada al Repartiment com a Adeffle.[29]
- sa Duaia (Artà):[7] de l'àrab dwaja 'llogaret'.[2]
- Femenia (Santa Margalida i Escorca): hom pensa que podria ser antropònim aràbic hamenîja.[29]
- Ferrutx i Faraig (Artà): sembla que es tracta de variants d'un nom àrab, probablement un malnom relacionat amb l'àrab farrûğ 'pollet'. Faraig és el nom d'un coll, d'una closa i d'una coma molt pròxims al Bec de Ferrutx.[37] Possiblement paral·lel d'algun topònim maltès.[38]
- Gomera (Llucmajor)
- Gotners (Sineu): es tracta del rafal Huacner del Repartiment, que sembla derivar dels Banu Wagmar.[39] Wagmar podria ser l'antropònim germànic Warinhari.[40] Actualment és un topònim desaparegut.
- pou de Jurà (Ariany i Lloret).[41]
- Lofra (Escorca): de l'àrab al-hufra, 'el clot, la vall', amb força paral·lels toponímics a Malta.[42]
- es Magalaf (Escorca) i Magaluf (o es Magaluf) (Calvià): el segon apareix documentat el 1234.[43]
- Mandor (Palma): topònim en desús de la possessió de Xorrigo,[44] cognat del Mandor valencià.
- puig d'en Massot (Escorca): del nom personal àrab Mas'ûd[45][46]
- es Matzoc (Artà): de l'antropònim Marzūq.[17]
- sa Mesquida (Calvià, Capdepera i Porreres): variant de l'àrab mesquita.
- Monnàber, pronunciat sovint [bonnábə] (Fornalutx i Campanet): de l'àrab 'indret florit', cognat de Monòver.[47]
- Maria i Puig de Maria (Pollença): de l'àrab mariya 'lloc de vigilància', cognat d'Almeria.[48]
- Mossa (Escorca): del nom propi àrab Musa(que també apareix a Valldemossa).[49]
- Nacla (Felanitx): antic topònim documentat el 1239, en àrab significa 'el fasser'.[17]
- Raixa (Bunyola)
- es Rafal és un topònim que apareix arreu i que tots provenen del fet que les possessions islàmiques s'anomenaven rahl. El cas del pollencí la Rafal s'explica perquè deu contenir l'article àrab fossilitzat ar-rahl.
- Rafaubetx [rəfəw'βɛtʃ] (Calvià): la grafia d'aquest topònim oscil·la força; probablement caldria escriure Rafalbetx, atès que al segle xvi apareix documentat Rafalbeix. Podria ser ar-raff al-baid 'els ràfecs blancs'[50]
- la Rambla també és un topònim present a diversos nuclis urbans (per exemple, a Palma) que prové de l'àrab ramla 'areny'.[51]
- Randa (Algaida i Sant Llorenç): de l'àrab randa 'llorer',[52] amb possible paral·lel toponímic a Tunísia.[28]
- sa Ràpita (Campos): de l'àrab rabita 'ermita'. Hi ha diversos topònims al País Valencià i al Principat amb aquest nom, principalment la Ràpita de Vallfogona de Balaguer o la Ràpita dels Alfacs.
- L'adjectiu romí/romia prové de l'àrab rumi 'cristià', el terme que feien servir per referir-se als cristians, anàleg al català moro. És possible que els topònims que el porten[53] ja el portassin en època islàmica.
- Salma (Artà): documentat el segle xiii com a Xalman, prové del nom de persona Salman.[54][38]
- Sineu: en els primers documents catalans (segle xiii) escrit Xisneu o Sixneu, es correspon amb el nom àrab del districte de Djijnaw. Una possible explicació seria relacionar-lo amb l'amazic ignawen, plural d'agnaw, originalment 'mul', però usat entre els alguns amazics per referir-se als negres.[55] En aquest cas, podria compartir etimologia amb els gnawaen i amb Guinea. En canvi, per Coromines és un topònim germànic.[56] Parònim de Rafalsineu, a Piles.[57]
- Sonarossa (Sencelles): deformació de l'àrab Qanarussa, en què la forma Canarrossa s'interpretà com Ca na Rossa i hom baratà la partícula can per la de son, tot interpretant So na Rossa.[2]
- Tenja o Tènger (Sant Llorenç): cognat de Tànger.[58]
- Tió (Llucmajor): antigament Binitia.[2]
- sa Tafal (Manacor): sembla que és l'àrab táfal 'argila'.[2][17]
- Tofla ['tɔflə] (Alaró): de l'àrab tofol 'terres argiloses'.[2]
- Trefalempa (Calvià): nom que rebia antigament el Cap de Cala Figuera, tal vegada prové de l'amazic tarf 'cap', i del llatí vulgar lampa 'llum'.[17]
- Tuent (Escorca)
- Vernissa (Llucmajor i Santa Maria): del nom de la tribu amaziga dels Marnissa.[17]
- Vinromà (Muro): de l'àrab benī roma 'fills del cristià'.[2]
- Xiclati (Artà):[7] derivat d'un mot àrab amb el significat de 'cabana'.[59]

Existeix tot un gruix de topònims mallorquins d'origen aràbic que té un topònim paral·lel a la Cora de València, fet que s'ha interpretat com a possible trasllat per part de colons peninsulars, tenint en compte que en època islàmica les Balears foren dependents, fins a final del segle xi, de la zona de València i Dènia. En són exemples parelles de topònims com Bunyol i Bunyola, Muro del Comtat i Muro de Mallorca, o Benialí i Biniali, i potser també l'antiga alqueria de Balagay Jusana (Son Brondo) i Balaguer.

## Topònims romans o tardoromans, o possiblement
- Aclamenàritx (Pollença)
- Aireflor (Sencelles)
- s'Albareta [səwβə'ɾətə] (Fornalutx): sembla un derivat del llatí albărus 'àlber'[2].
- Albeguins
- Albercuix [əwβəɾ'cuʃ] (Pollença): sembla un derivat del germanisme llatí *haribergum 'alberg'.[2]
- s'Alcadena [səwkə'ðənə] (Alaró): podria ser un derivat del llatí catēna 'cadena', amb l'article àrab aglutinat.[2]
- Alcanella [əwkə'neʎə] (Escorca): podria ser un derivat del llatí canna 'canya', amb l'article àrab aglutinat.[2]
- Alfogutx (Escorca): antic rafal, possiblement derivat de focos 'llars'[62]
- castell d'Amós (Costitx) i puig d'Amós (entre Bunyola i Alaró): podria venir de l'arrel llatinovulgar *murrus 'morro',[63]  o bé de humores 'humitats'.[64] Ambdós topònims són documentats del segle xiii ençà amb la mateixa forma.
- * l'Asserell (Pollença)
- font de s'Albassada/Albassalba
- Auxella (Selva)
- Bàlitx (Sóller)
- Banderola (Sineu): hom l'ha identificat sovint amb l'alqueria del Repartiment de Menayrola, de la qual es fa derivar. En canvi, sembla que en realitat es tracta del rafal de Sandatola. Com que sembla impossible que Sandatola esdevingui Banderola, cal pensar en un error d'escriptura o de còpia o bé en un error en la transmissió del topònim.[65] No hi ha propostes etimològiques.
- Banyeres (Son Servera): el segle xiii apareix documentat amb les formes Albainmeria, Albaynhayra i Albeineira. Atès que hom hi ha trobat una vil·la romana amb banys, resulta versemblant que un llatí balnĕarĭa fos adaptat per l'àrab, sobrevisqués a la Conquesta catalana i amb el temps es deformàs per fer coincidir l'antic topònim *banyeira amb el substantiu català cognat banyera.[66]
- Bànyols (Alaró): del llatí balněǒlos 'banys'[2].
- na Beiana (Palma)
- Son Bollaix (Felanitx): podria ser un derivat de pullus 'poll'[67]
- Boscana (Vilafranca): documentat al Repartiment com a rahal Aboschan.[68]
- sa Caieta (Llucmajor)
- Cala Brafi (Felanitx): de l'antropònim Ibrahim.[17]
- Calderitx (Petra): probablement és un derivat del llati calĭdus 'calent'[2].
- sa Calobra (Escorca i Artà): probablement derivat del llatí colŭbra 'colobra'.[2]
- Font de Camerata (Selva)
- Canalitx (Pollença)[69][70]
- Capocorb (Llucmajor)
- Carrutxa (Sant Joan): documentat al Repartiment com a Rahal Carrucx,[71] tal vegada paral·lel als topònims Kerrouch d'Algèria.[28]
- Castellitx (Algaida)
- Castelló (Pollença)[72]
- Caubet (Bunyola i Campanet)
- Colonya (Pollença)[73]
- Corbera (Sineu): documentat al Repartiment com a alqueria Corbeyra, cosa que descarta un traslladament toponímic postjaumí.[26]
- es Cosconar (Escorca)
- Crestatx (la Pobla): probablement derivat del llatí crĭsta 'cresta'[2].
- Cugulutx (Sant Joan): apareix al Repartiment com a alqueria Cucullutx.[4]
- es Cotilar (Palma): derivat del llatí cotŭlus 'mac'[2].
- Cutrí (Capdepera)
- Lanzell (Vilafranca): també escrit l'Enzell i Alanzell. Documentat al Repartiment com a alqueria Alinzel o Abenzel.[68] Possible paral·lel toponímic de Enzel, al Marroc.[28]
- Fartàritx (Pollença)
- Ferrutxelles (Algaida)
- Fetget (Son Cervera): podria ser derivat del llatí fagētum 'fageda'.[2]
- Firella (Felanitx)
- Flacanitx (Pollença): antiga alqueria, possiblement derivada de falcones 'falcons'[74]
- Follitx (Palma): antiga alqueria, possiblement derivada de follis 'molins bataners'[75]
- Fontitx: antiga alqueria del districte de Montuïri, de fontes 'fonts'[76]
- Forlàritx: antic topònim a la zona d'Artà, probablement del llatí florales 'camps de flors'[77]
- Formentor (Pollença): del llatí promontorĭum
- Gabellí (Campanet)
- Galamor (Artà)
- Galatzó (Calvià)
- Galdent
- Gatamoix (Alcúdia)
- Gomet (Binissalem)
- puig de Gorvió (Calvià)
- Honor (Bunyola)
- Horta (Sant Joan): tot i l'aparença totalment catalana, està documentada al Repartiment com a alqueria Orta, de manera que ha d'ésser una romanalla prejaumina.[71]
- Hortalutx (Puigpunyent): documentat el 1238 amb les formes Ortelug i Ortulug.[78]
- Judí (Sencelles): al Llibre del Repartiment figura amb el nom de Judith. Una antiga alqueria de Pollença també rebia aquest nom.[79]
- Laiar (Sencelles): és documentat del segle xiii amb formes com Alayar, Aylar, Belayar, Byalar, Hialar, Layar i Layà.[80]
- puig de Lanar (Manacor)
- Lauràritx: antic topònim de Pollença, segurament laurares 'camps de llorers'[81]
- Lavanor (Pollença)
- Letzaran (Llucmajor)
- Liern (Algaida)
- sa Lleita (Fornalutx)
- Llenaire (Pollença)
- Lluc: probablement del llatí lucus 'bosc'.[82] Els composts, probablement de locus 'lloc'.[83]
  - Llucaferrat (Muro): documentat el 1239 amb la forma Lluchalforrat.[84]
  - Lluc Alcanat[85]
  - Llucalcari (Deià).[86]
  - Llucamar (Sant Llorenç): documentat el segle xiii amb la forma Lluchalhimar.[87]
  - Llucamet (Llucmajor): documentat del segle xiii, el 1578 apareix amb la forma Lluchaymat.[88]
  - Llucmajor
- Lutzarè (Manacor)
- Maçana i Massanella (Campanet)
- la Maixura (Felanitx): de l'àrab '(muntanya) arrodonida'.[28]
- Mandrava (Inca)
- Manut (Escorca)
- Marjanó (Escorca)
- Cala Marmassem (Andratx)
- Marola (Llucmajor)
- Masteguera (Pollença)[89]
- es Masteià (Santanyí)
- Meià (Sant Joan): apareix documentat al Repartiment com a Alqueria Malian.[71] Coincideix formalment amb el lloc de Meià, a la Noguera.
- torrent des Millac (Artà)
- Moforés [mofo'ɾes] (Calvià)
- es Montagut (Sant Joan): apareix documentat al Repartiment com a rahal Muntagut Azagari.[71]
- Montaura (Mancor)
- Morell (Artà):[7] tot i la seva aparença catalana, ja es documenta en el Repartiment, de manera que cal considerar-lo anterior.[90] També se'n documenta un a Pollença.[89]
- Morneta (Binissalem)
- Mortitx (Escorca)
- Moscari (Selva)
- Muleta (Sóller)
- Nepta (Ariany): identificable amb Son Bacs, es tracta d'un topònim gairebé perdut que es conserva com a malnom a Maria.[91]
- Novelitx (Petra): antiga alqueria, possiblement de novales 'artigues'[92]
- Oliclar (Alaró)
- Oriolet (Alcúdia)
- Pastoritx (Valldemossa): sembla clara la relació amb el llatí pastum 'pastura' o, encara més, amb el derivat pastor 'pastor'[2].
- Pedruixella (Pollença): sembla un diminutiu de pĕtra 'pedra'.[2][69]
- Paixera (Pollença)[93]
- Paixerí (Lloret): es tracta del rafal del Repartiment Alpaizari, en àrab clàssic al-bizzari 'el falconer'.[94]
- Paralitx o Palaritx (Pollença)[95]
- Passaratx (Porreres): barriada de la vila
- Pérola (Llucmajor)
- Pinyella (Sant Joan): és el rahal Alpinnilet Alpaizari, una divisió del rahal Alpaizari (> Paixerí, a Lloret). Prové de Alpinnilet, que deu ser el romanç Pĭnnella, derivat de pĭnna 'penya'.[96]
- Planícia (Banyalbufar)
- Pola (Algaida) i Pula (Son Cervera): tal vegada derivats del llatí populare 'poblar', o del llatí popula 'polls'.[97][98] Segons altres, podria ser preromà.[99]
- la Porrassa (Calvià): tot i que aparentment és un terme del lèxic català comú, ja apareix documentat al Llibre dels Fets, cosa que comporta que es tracti d'un mot precatalà.[100]
- Porrolutx o Pujulutx: antiga alqueria[101]
- Portocolom (Felanitx): del llatí pŏrtus colŭmbi 'port del colom'.
- Portopetro [ˌpɔɾto'petɾo] o [ˌpɔɾto'petɾə] (Santanyí): del llatí pŏrtus pĕtræ 'port de la pedra'.
- Portopí (Palma): del llatí pŏrtus pīni 'port del pi'.
- Porxatitx: antiga alqueria, possiblement derivat de porticum 'porxada'[76]
- Pugulutx: antiga alqueria, possiblement derivada de populus 'poll'[102]
- Punxuat (Algaida)[103]
- Robines (Binissalem): pronunciat localment [ru'βinis]. Es tracta d'una antiga alqueria situada a l'actual carrer de Robines, que fou l'emplaçament de la vila primigènia abans que li guanyàs la partida l'alqueria de Binissalem. Encara ara l'església pren el nom de Santa Maria de Robines.[2]
- Rotana (Manacor)
- Ruberts (Sencelles)
- Sabor (Montuïri): possible paral·lel toponímic de Djebel Sabor, a Algèria.[28]
- hort de Saixarí (Fornalutx)
- Salort (Muro)
- Tota una sèrie de topònims començats per Sant, sovint considerats pervivències cristianes d'abans del domini islàmic, però potser en qualque cas derivat de l'àrab sanad 'costa':[104][105]
  - Sant Martí (Vilafranca): aquesta possessió, d'aparença totalment catalana, ja és documentada al Repartiment com a alqueria Sant Martin.[4]
  - Sant Vicenç (Pollença): documentada també en el Repartiment.[106]
  - Santa Ponça (Calvià): també n'hi ha a Manacor i a Establiments.[2]
  - Santacirga (Manacor)
  - Santanyí, amb possible parònim a Santanix (Porreres, avui en desús)[107]
  - Santiani (Campanet)
  - Santueri (Felanitx) i Santuïri (Pollença)[72]
- Saraix (Santa Margalida): possible paral·lel toponímic de Kudien Ain es Seradj, a Algèria[28]
- Sargela [səɾ'ʒɛlə] (Binissalem)
- Sauma (Artà)
- Serritxola i Serritxoleta (Sineu): documentades com a alqueria Exerra i Axerrutxulla al Repartiment.[26]
- Solanda (Sant Joan): documentat al Repartiment com a rahal Solanda.[71]
- Solleric (Alaró) i Solleric (Llucmajor): la d'Alaró, segons una escriptura del 1300, en àrab es deia Xular però en català (modo Christianico) ja es deia Soylerich.[2]
- Superna (Puigpunyent)
- Tacàritx (Alcúdia)
- Tàlic (Felanitx)
- Taló (Campanet)
- Tanca (Muro)
- Taraina (Alcúdia)
- Termenor (Petra): del llatí terminōrum, genitiu plural de termĭnus 'límit'.[2]
- Ternelles (Pollença)
- puig Tomir: del nom germànic Theodomir[108]
- Torràlitx (Llucmajor)
- Torratxí (Llucmajor): segons Coromines, d'un antic gentilici de Torritx, derivat de turres 'torres'[109]
- Tortitx (Felanitx): paral·lel al topònim marroquí Tourtit.[28]
- Ullaró (Campanet)
- font de Valella (Selva)
- Valldurgent (Calvià)
- Vàritx (Pollença), potser anàleg al Bàlitx de Sóller[69]
- Vertaient (Algaida)

Un dels grups toponímics mallorquins més característics és el dels topònims acabats en -tx, al més sovint -itx però també -atx i -utx, tradicionalment interpretats com a sufixos llatins -icius, -acius, -ucius. Amb tot, Coromines hi veu un plural amb palatalització i africació de la sibilant, que en molts de casos ha avançat l'accent. La llista és la següent:
- Han preservat la posició de l'accent: Aclamenàritx, Atàlitx, Bàlitx, Caimari (ant. Caimàritx), Fartàritx, Forlàritx, Lauràritx, Moscari (ant. Moscàritx), Tacàritx, Torràlitx i Vàritx (a més dels menorquins Calòritx, Favàritx i Llinàritx)
- Han desplaçat l'accent:
  - Acabats en -itx: Calderitx, Canalitx, Castellitx, Costitx, Felanitx, Flacanitx, Follitx, Fontitx, Mortitx, Novelitx, Paralitx, Pastoritx, Porxatitx i Tortitx (a més del menorquí Binicalsitx i l'eivissenc Campanitx)
  - Acabats en -utx: Alfogutx, Almallutx, Benimalutx, Cugulutx, Ferrutx, Fornalutx, Hortalutx i Pugulutx (a més del menorquí Artrutx i possiblement Alcotx); el cas d'Albercuix reté la sibilant sense africar.
  - Acabats en -atx: Andratx, Crestatx, Passaratx i el possible cas de Biniflorrulatx, forma paral·lela de Forlàrlitx (a més dels menorquins Biniparratx, Berbatx i Llucatx, i l'eivissenc Portinatx); Son Bollaix, Can Cardaix i Saraix podrien ser casos de sibilant sense africar.

Un altre grup característic és el dels patronímics llatins en -anus, -ana, que per imela han esdevengut -ent al masculí, però han retengut -ana al femení: Boscana, Rotana, però Biniatzent, Binicreixent, Galdent, Gerillén, Guinyent, Orient, Puigpunyent, Tuent, Valldurgent, Vertaient i, tal vegada, Estellencs (a més del menorquí Llucassaldent). El cas de Calvià, que ha preservat la fonètica llatina, es podria deure a la proximitat a la costa, que l'hauria fet un topònim conegut pels mariners catalans i italians.

## Topònims preromans o possiblement preromans
- Aiamans (Lloseta): documentada antigament amb la forma Hiamans.[112]
- Alaró: es tracta d'un dels pocs topònims documentats en època islàmica. És esmentat com a castell (el Castell d'Alaró) pel geògraf àrab al-Zuhri en l'episodi de la conquesta musulmana el 902, cosa que comporta que és un topònim anterior al període àrab.[113]
- Alpara (Sant Llorenç/Artà): antic nom de la possessió de Carrossa,[7] avui només d'un puig. Sembla que porti l'article aràbic, però en dificulta l'origen el fet que porti una p, un so que falta en aquesta llengua.[114]
- vall d'Aran (Maria): coincideix formalment amb el topònim de la Vall d'Aran[2].
- Ariant (Pollença): documentat a l'edat mitjana amb la forma Hirian[2].
- Bóquer (Pollença): es tracta del sol topònim preromà documentat de l'antiguitat i és el que porta a pensar que la resta de topònims acabats en er àton són preromans[115][2].
- Búger
- Calicant
- Cúber (Escorca): al Llibre del Repartiment apareix amb la forma Qulber.[2]
- Cuixac (Pollença)[72]
- Escorca, Escorques (Mancor) i Puig d'Escorca (Llucmajor): paral·lel tal vegada als Scorca (Barì Sardo) i Escolca de Sardenya.[99]
- Garonda
- es Ginyent (Alcúdia): sembla que aquest topònim fou el nom de la vila d'Alcúdia abans de la conquesta catalana.[2]
- Míner (Llucmajor i Pollença)
- Orient
- Síller (Pollença)
- Sóller
- Talapi (la Pobla)
- Turixant (Escorca i Mancor)